# Syndrome d'excès d'aromatase
Le syndrome d'excès d'aromatase (AES d’après la forme anglaise Aromatase excess syndrome), qu’on appelle aussi quelquefois hyperœstrogénie familiale ou gynécomastie familiale est un syndrome génétique et endocrinien rare. Il se caractérise par une surexpression de l'aromatase, l'enzyme responsable de la biosynthèse des œstrogènes, hormones sexuelles qui se forment à partir des androgènes ; il entraîne à son tour des niveaux excessifs d’œstrogènes dans la circulation et, par conséquent, des symptômes d’hypeœstrogénie. Ce syndrome affecte les deux sexes : chez les sujets masculins, il se manifeste par une féminisation phénotypique accentuée ou complète (à l'exception des organes génitaux, c’est-à-dire qu’il ne s’agit pas de pseudohermaphrodisme) et il aboutit à une forme d'intersexuation ; et chez les filles, il en résulte une (en) hyperféminisation,,.
À l’heure actuelle, a été décrit de façon détaillée 10 familles avec AES ; 23 hommes et au moins 6 femmes y ont été caractérisés comme présentant des symptômes de cette maladie,.

## Causes
La cause principale de l'AES n’est pas tout à fait claire, mais on a établi l’implication dans son étiologie de mutations génétiques héréditaires, autosomiques et dominantes affectant le gène CYP19A1 qui encode l'aromatase,,.
Parmi les anomalies physiologiques de la maladie que l’on a observées on trouve une surexpression spectaculaire de l'aromatase entrainant des niveaux excessifs d’œstrogènes, estradiol et estrone compris, ainsi qu’un taux très élevé de conversion périphérique des androgènes en œstrogènes. Une étude a constaté une expression de l'ARNm de l'aromatase cellulaire au moins 10 fois plus élevée chez une patiente par rapport à la norme, et le rapport estradiol/testostérone après une injection de testostérone chez un patient masculin se trouvait 100 fois supérieur aux valeurs de contrôle. Par ailleurs, dans une autre étude, l'androstènedione, la testostérone et la dihydrotestostérone (DHT) ont été jugées soit basses soit normales chez les hommes, tandis que les niveaux de l'hormone folliculo-stimulante (FSH plasmatique) étaient très faibles (probablement en raison de sa suppression par l'œstrogène, qui a des effets antigonadotropes comme une forme de rétroinhibition négative sur la production de stéroïdes sexuels en quantités suffisantes), alors que les niveaux d'hormone lutéinisante (LH) étaient normaux.

## Les symptômes
Les symptômes de l'AES chez les individus masculins, notamment la précocité hétérosexuelle (puberté précoce avec des caractéristiques sexuelles secondaires inappropriées à leur phénotype ; c'est-à-dire une apparence entièrement ou surtout féminine), une gynécomastie importante (en) avant la puberté ou pendant la puberté (développement des seins chez les garçons à cette étape du développement), hypogonadisme (dysfonctionnement des gonades), oligospermie (faible numération des spermatozoïdes), petitesse des testicules, micropénis (un pénis anormalement petit), maturation osseuse avancée, rapidité du pic de croissance (croissance accélérée en ce qui concerne la taille), et (en) stature courte en fin de compte en raison de la fermeture épiphysaire précoce, et chez les filles, précocité isosexuelle (puberté précoce mais avec des caractéristiques sexuelles secondaires appropriées à leur phénotype), (en) macromastie (seins trop gros), un (en) utérus agrandi, (en) irrégularités menstruelles, et, de même que pour les garçons, maturation osseuse accélérée et avec finalement une taille petite. La fécondité, même si habituellement elle est affectée à un degré ou à un autre, surtout chez les garçons, n'est pas toujours suffisamment atteinte pour empêcher la reproduction sexuelle, comme en témoigne la (en) transmission verticale de cette maladie par les deux sexes,,.
Les individus atteints d'AES peuvent courir davantage de risques de développer des cancers sensibles aux œstrogènes, comme le cancer du sein et celui de l'endomètre,. Au moins chez un patient masculin atteint de cette maladie on a rapporté un cas de carcinome du sein.

## Traitement
On a découvert que plusieurs traitements sont efficaces chez les deux sexes dans la gestion des AES, y compris les inhibiteurs de l'aromatase et les analogues de l'hormone de libération des gonadotrophines hypophysaires, le traitement androgénique substitutif où l'on remplace les androgènes par d'autres non-aromatisables comme DHT chez les garçons, et les progestatifs (qui, en raison de leurs propriétés antigonadotropes à des doses élevées, réduisent les niveaux d'œstrogène chez les femmes). En outre, les patients masculins recherchent souvent une mastectomie bilatérale, alors que les femmes peuvent opter pour une (en) réduction mammaire en cas de besoin,,. Un traitement médical de l'AES n'est pas absolument nécessaire, mais il est recommandé car cette maladie, si elle n'est pas traitée, peut conduire à des seins trop volumineux (ce qui peut rendre nécessaire une réduction chirurgicale), des problèmes de fécondité, et peut-être un risque d'accroissement des cancers liés à des œstrogènes plus tard au cours de la vie.